# كويتشي كاواي
كويتشي كاواي (باليابانية: 川井 光一) (مواليد 29 مارس 1979)، هو لاعب كرة قدم ياباني سابق كان يلعب كمدافع.

## وصلات خارجية
- كويتشي كاواي على موقع رابطة كرة القدم اليابانية للمحترفين (اليابانية)